# Alfonso de María
Alfonso de María, licenciado en Cirugía Médica nacido en Cádiz en 1763 y fallecido en 1839. Médico del Arsenal de La Carraca, y luego médico titular de Puerto Real. Actuó en las epidemias de fiebre amarilla de 1800 y de 1819, y en 1820 publicó una Memoria sobre la epidemia de Andalucía, muy polémica por negar el contagio de esta enfermedad. También escribió una Brújula esfigmo-médica en defensa de Solano de Luque.